# World of Warcraft Classic
World of Warcraft Classic est une réédition du jeu de rôle en ligne massivement multijoueur World of Warcraft sortie le 26 août 2019. Blizzard entend ainsi offrir l'expérience de jeu originale avant la publication des extensions sur des serveurs officiels, plutôt que les serveurs privés « Vanilla ».
Originellement annoncé lors de la BlizzCon 2017, avec 4 phases de publication de contenu, Blizzard a ensuite annoncé 6 phases en mars 2019, détaillant ainsi le calendrier de sortie en fonction des mises à jour originales. Ainsi, à la sortie le 26 août 2019, seul le contenu de la version 1.2.x était disponible, incluant ainsi les raids Onyxia et le Cœur du Magma. Blizzard publie ensuite les anciennes mises à jour.
Après la sortie du jeu original, Blizzard propose une réédition de la première extension, Burning Crusade Classic, le 2 juin 2021,, de la deuxième extension, Wrath of the Lich King Classic, le 27 septembre 2022,, et enfin de la troisième extension Cataclysm, sortie le 21 mai 2024.
À l'occasion de l’événement des 30 ans de Warcraft, et des 20 ans de World of Warcraft, Blizzard Entertainment a ouvert de nouveaux serveurs du jeu original.